# یواس‌اس ایتاسکا (۱۸۶۱)
یواس‌اس ایتاسکا (۱۸۶۱) (به انگلیسی: USS Itasca (1861)) یک کشتی بود که طول آن ۱۵۸ فوت (۴۸ متر) بود. این کشتی در سال ۱۸۶۱ ساخته شد.